# Herbert A.E. Böhme
Herbert A.E. Böhme, all'anagrafe Albert Emil Herbert Böhme (Breslavia, 7 settembre 1897 – Amburgo, 29 giugno 1984), è stato un attore e doppiatore tedesco.

## Biografia
Figlio dell'uomo d'affari Hans Böhme e di Emma Ebneter, dopo gli studi nel 1922 fece il suo debutto sul palcoscenico della sua città natale, che all'epoca della nascita faceva parte della Prussia (attualmente fa parte della Polonia). Recitò inoltre nei teatri di Francoforte sul Meno, Berlino, Brema, Lipsia, Chemnitz e Wuppertal. Dal 1924 iniziò a lavorare alla radio tedesca (fu uno dei primi attori radiofonici) e dal 1936 iniziò a comparire sul grande schermo, recitando spesso nel ruolo dell'ufficiale in produzioni di propaganda.
Il suo ruolo più importante fu quello, da protagonista, del naufrago Carl Ohlsen nel film L'incrociatore Dresda (Ein Robinson) diretto da Arnold Fanck. Nel film ...reitet für Deutschland impersonò Olav Kolrep, l'allenatore equestre del protagonista, von Brenken, interpretato da Willy Birgel. Nel 1940 interpretò Old Shatterhand al Karl May Festival di Werder. Alla fine degli anni Cinquanta apparve in qualche film del cinema italiano, di genere avventuroso e poliziesco.
Negli anni Sessanta diventa popolare interpretando il capo della polizia Lühr nella serie televisiva Hafenpolizei. Lavora come doppiatore, continua a recitare in teatro ad Amburgo, nonché a Basilea e Berna ed è apparso in numerose trasmissioni radiofoniche: ad esempio nel 1959, nel dramma Paul Temple und der Fall Spencer sui casi investigativi del detective privato Paul Temple sotto la direzione di Eduard Hermann, o nello stesso anno, nella terza stagione della serie Gestatten, mein Name ist Cox, dove impersonava Siegfried Oswald Wagner. Già nel 1951 fu uno degli attori della controversa commedia radiofonica Träume di Günter Eich, in cui Fritz Schröder-Jahn era il regista, proprio come tre anni dopo nel più famoso spettacolo della storia della radio tedesca, ovvero Sotto il bosco di latte (Unter dem Milchwald) di Dylan Thomas. Si ritirò dalle scene nel 1974.

## Filmografia parziale
- Artigli nell'ombra (Verräter), regia di Karl Ritter (1936)
- La squadriglia degli eroi (Pour le merité), regia di Karl Ritter (1938)
- L'incrociatore Dresda (Ein Robinson), regia di Arnold Fanck (1940)
- Die Schuld des Dr. Homma, regia di Paul Verhoeven (1951)
- Capitan Fuoco, regia di Carlo Campogalliani (1958)
- Il mulino delle donne di pietra, regia di Giorgio Ferroni (1960)
- Il cavaliere dai cento volti, regia di Pino Mercanti (1960)
- L'enigma dell'orchidea rossa (Das Rätsel der roten Orchidee), regia di Helmut Ashley (1962)
- Un uomo da rispettare, regia di Michele Lupo (1972)

## Doppiatori italiani
- Giorgio Capecchi in Il mulino delle donne di pietra, Il cavaliere dai cento volti